# Croix d'Einstein

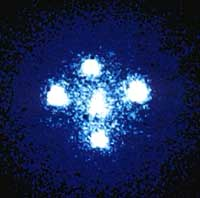
Croix d'Einstein: Effet de mirage gravitationnel

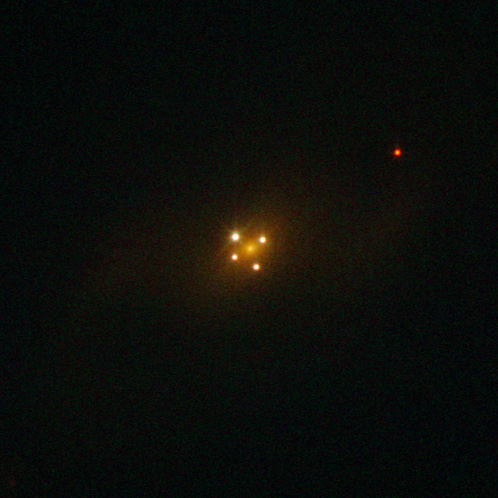
L'image de ce quasar produite en 2011 par le télescope spatial Hubble.

La croix d'Einstein est une forme particulière d'un mirage gravitationnel, correspondant à la multiplication visuelle de l'image d'un quasar lointain due à la présence d'un objet massif d'avant-plan (une galaxie). Elle a été observée avec le quasar G2237 + 0305.
D'autres croix d'Einstein ont été découvertes :
- HE 0435-1223[2] en 2002[3] ;
- ATLAS J0259-1635 en 2018 ;
- J2211-0350[2] en 2019[4].

### Bibliographique
- [Wisotzki et al. 2002] (en) Lutz Wisotzki, Paul L. Schechter, Hale V. Bradt, Janine Heinmüller et Dieter Reimers, « HE 0435-1223 : a wide separation quadruple QSO and gravitational lens », Astronomy & Astrophysics, vol. 395, no 1,‎ nov. 2002, p. 17-23 (DOI 10.1051/0004-6361:20021213, Bibcode 2002A&A...395...17W, arXiv astro-ph/0207062, résumé, lire en ligne [PDF]).
- [Bettoni et al. 2019] (en) Daniela Bettoni, Renato Falomo, Riccardo Scarpa, Mattia Negrello, Alessand[r]o Omizzolo, Romano L. M. Corradi, Daniel Reverte et Benedetta Vulcani, « A new Einstein cross gravitational lens of a Lyman-break galaxy », The Astrophysical Journal Letters, vol. 873, no 2,‎ mars 2019, art. L5, 5 p. (DOI 10.3847/2041-8213/ab0aeb, Bibcode 2019ApJ...873L..14B, arXiv 1902.10964, résumé, lire en ligne [PDF]).
- [Manfroid 2019] Jean Manfroid, « L'astronomie dans le monde », Le ciel, vol. 81, no 6,‎ juin 2019, p. 331-341 (lire en ligne [PDF]).
- [Taillet, Villain et Febvre 2018] Richard Taillet, Loïc Villain et Pascal Febvre, Dictionnaire de physique, Louvain-la-Neuve, De Boeck Supérieur, hors coll. / sciences, janv. 2018, 4e éd. (1re éd. mai 2008), 1 vol., X-956, ill. et fig., 17 × 24 cm (ISBN 978-2-8073-0744-5, EAN 9782807307445, OCLC 1022951339, BNF 45646901, SUDOC 224228161, présentation en ligne, lire en ligne), s.v. croix d'Einstein, p. 176, col. 2.